# Björk (förnamn)
Björk är ett isländskt kvinnligt förnamn, som har burits av bland andra:
- Björk Guðmundsdóttir (född 1965), isländsk sångerska m.m., känd som Björk
- Erna Björk Sigurðardóttir (född 1982), isländsk fotbollsspelare
- Guðný Björk Óðinsdóttir (född 1988), isländsk fotbollsspelare
- Hera Björk Þórhallsdóttir (född 1972), isländsk sångerska, känd som Hera Björk
- Nína Björk Árnadóttir (1941–2000), isländsk författare och skådespelare
- Sara Björk Gunnarsdóttir (född 1990), isländsk fotbollsspelare